# Шойдаґбаєва Галина Бадмажаповна
Галина Бадмажаповна Шойдаґбаєва (нар. 5 липня 1953) — бурятська оперна співачка (сопрано), педагог. Народна артистка СРСР (1990), одна з підписанток заяви на підтримку анексії Криму Росією.

## Біографія
Шойдагбаєва Галина народилася 5 липня 1953 року в селі Сосново-Озерському, Єравнинський район, Бурят-Монгольськая АРСР (нині — Республіка Бурятія). Її мати, Хандажап Дашиєва, мала сильний голос, тому і Галина, і її сестра Тетяна Шойдагбаєва, заслужена артистка Росії, стали співачками.
Після закінчення середньої школи Г. Шойдагбаєва вступила в музичне училище ім. Чайковського в клас народної артистки РРФСР Надії Петрової. У 1980 році закінчила Ленінградську консерваторію імені М. А. Римського-Корсакова в класі Т. Д. Новиченко.
Після закінчення консерваторії була солісткою Львівського оперного театру, де співала головні партії лірико-колоратурного репертуару.
З 1980 року — солістка Бурятського театру опери та балету. Виступає з сольними концертами.
Стажувалась в театрі «Ла Скала» (Італія, 1982—1983), де з нею займалася Джульєтта Сіміонато. Гастролювала в Італії, країнах Америки, Китаї, Франції, Японії, Швейцарії, Кореї, Монголії.
З 1988 року — викладачка Улан-Уденського музичного училища імені П. І. Чайковського.
Галина Шойдагбаєва — професор Східно-Сибірської державної академії культури і мистецтв, де у 1993 році було відкрито вокальне відділення. Вона очолює кафедру сольного співу з дня її заснування.

## Партії
- «Аїда» Джузеппе Верді — Аїда
- «Отелло» Д. Верді — Дездемона
- «Трубадур» Д. Верді — Леонора
- «Чіо-Чіо-Сан» Джакомо Пуччіні — Мадам Батерфляй
- «Тоска» Дж. Пуччіні — Туга
- «Турандот» Дж. Пуччіні — Турандот
- «Князь Ігор» П.Бородіна — Ярославівна
- «Іоланта» П.Чайковського — Іоланта
- «Пікова дама» П.Чайковського — Ліза
- «Кармен» Ж.Бізе — Мікаела
- «Енхе-Булат батор» М. Фролова — Арюн-Гоохон
- «Гесер» А. Андрєєва — Урмай-Гохон хатан

та інші.

## Нагороди та звання
- Дипломант Всесоюзного конкурсу вокалістів ім. Глінки (1981, Мінськ)
- 1-я премія (Гран-прі), (премія Ронкорони) XXIII Міжнародного конкурсу вокалістів «Вердіївські голоси» в Буссето (1983, Італія)
- 2-я премія Міжнародного конкурсу вокалістів у Тулузі (1985)
- 3-я премія Міжнародного конкурсу вокалістів «Мадам Баттерфляй» в Токіо (1986)
- Народна артистка Бурятської АРСР (1985)
- Заслужена артистка РРФСР (1988)
- Народний артист СРСР (12 листопада 1990 року) — за великі заслуги в розвитку радянського музичного мистецтва[4]
- Премія Ленінського комсомолу (1987)[5] — за високу виконавську майстерність
- Орден Дружби (13 лютого 2006 року) — за заслуги в області культури і мистецтва, багаторічну плідну роботу[6]
- Державна премія Республіки Бурятія.